# Operação Oceano Índico
Operação Oceano Índico foi uma operação militar conjunta iniciada oficialmente em agosto de 2014 entre as Forças Armadas Somalis, a AMISOM e as Forças Armadas dos Estados Unidos contra o grupo militante al-Shabaab no sul da Somália. 

## Histórico

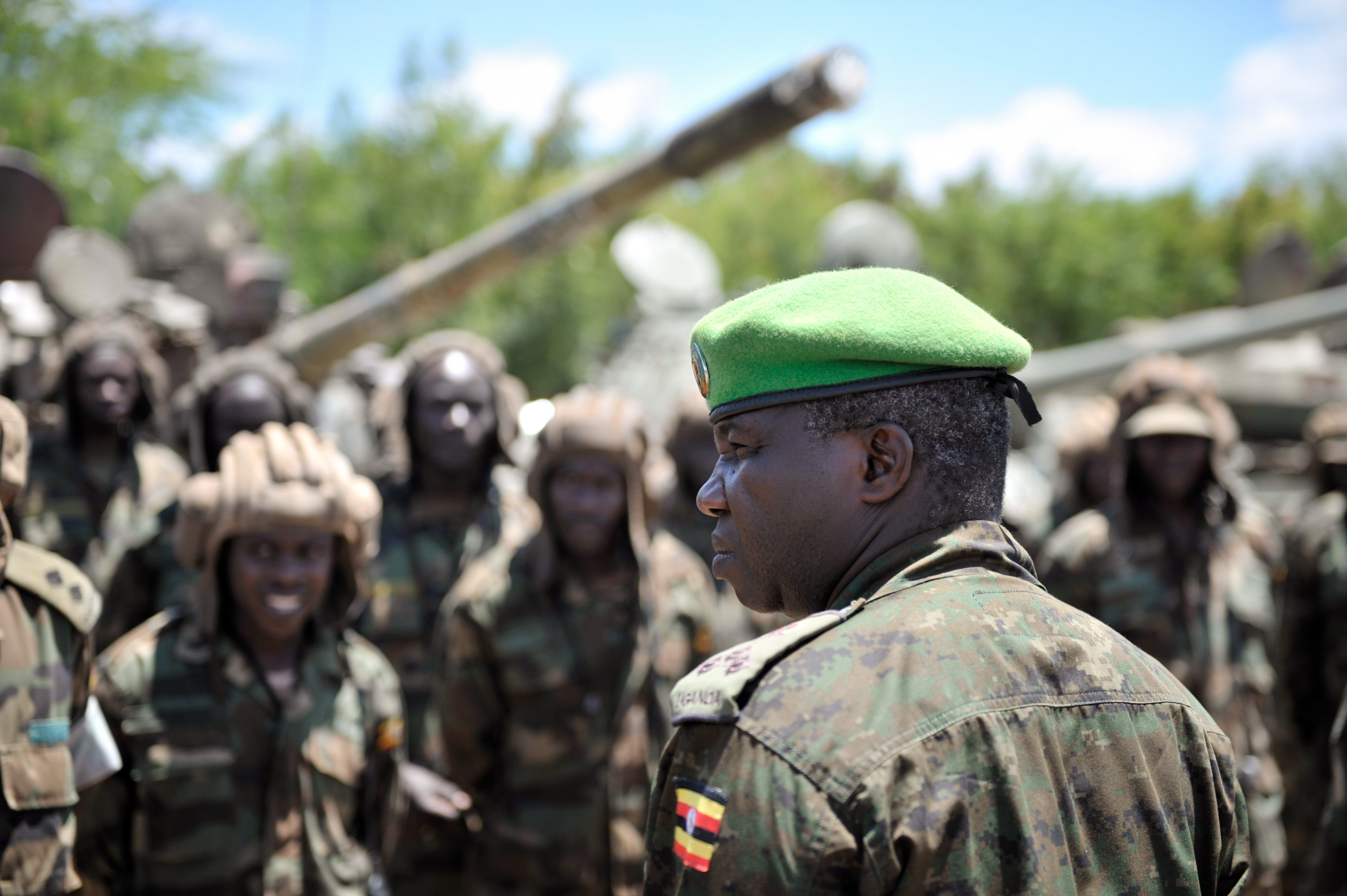
Brig. Gen. Dick Olum, o principal comandante das tropas da Força de Defesa Popular de Uganda na Somália, fala aos soldados durante a Operação Oceano Índico.

Lançada em 16 de agosto de 2014,  a Operação Oceano Índico foi liderada pelo Governo Federal da Somália e visou eliminar as áreas controladas pelos insurgentes remanescentes no interior do país. Em 1 de setembro de 2014, um ataque aéreo dos Estados Unidos realizado perto da cidade de Haawaay como parte de uma missão mais ampla matou o líder do al-Shabaab, Moktar Ali Zubeyr.  As autoridades estadunidenses saudaram o raide como uma grande perda simbólica e operacional para o Al-Shabaab. 
Além disso, o governo somali concedeu uma anistia de 45 dias a todos os membros moderados do grupo militante.  O primeiro-ministro Abdiweli Sheikh Ahmed anunciou que a oferta de perdão começou a ser aceita por muitos desertores.  Em outubro de 2014, 700 membros do Al-Shabaab se renderam às autoridades estatais. Entre os últimos militantes estava o comandante superior Zakariya Ismail Ahmed Hersi, que se entregou à polícia local na província de Gedo no sudoeste no final de dezembro de 2014.  Sheikh Osman Sheikh Mohamed, o comandante da milícia Al-Shabaab na área de Luq,  bem como o especialista em minas Abdullahi Mohamed "Madoobe"  e o oficial superior Bashaan Ali Hassan ("Mohamed Ali") seguiram o exemplo e desertaram no início de 2015.
Outros comandantes de alto escalão da Al-Shabaab também foram mortos ou morreram em combate. Entre os líderes militantes mortos estava o chefe de inteligência Tahliil Abdishakur, que foi morto em um ataque aéreo de drones dos Estados Unidos em dezembro de 2014;  o comandante Ibrahim Filey, que foi morto durante uma escaramuça com as tropas do exército somali em janeiro de 2015;  chefe de operações externas e planejamento de inteligência e segurança Yusuf Dheeq, que foi morto em um ataque aéreo de drones estadunidenses em janeiro de 2015;  chefe de operações externas e mentor do ataque ao shopping Westgate, Aden Garaar, que foi morto em um ataque aéreo de drones estadunidenses em março 2015;  e o comandante da província de Gedo, Mohamed Musa, que foi morto durante uma escaramuça com as tropas do exército somali em março de 2015. 